# Telefonvorwahl (Andorra)
Die Telefonvorwahlen in Andorra werden von der Andorra Telecom verwaltet.

## Telefonnummern in Andorra
Für Telefonnummern in Andorra gilt der folgende Nummernplan:
| Erste Ziffer | Anzahl Ziffern | Zuteilung |
| ------------ | -------------- | --- |
| 0            | 2              | 00 als Zugangskennung für Verbindungen ins Ausland                                                                                                 |
| 1            | 3              | Nationale Kurznummern |
| 1            | 6              | Sonderdienste |
| 1            | 8              | 1800XXXX Freephone, national 1802XXXX Freephone, aus dem Ausland erreichbar                                                                        |
| 2            |                | reserviert |
| 3, 4         | 6              | Mobilfunk |
| 5            |                | reserviert |
| 6            | 6 oder 9       | Mobilfunk (6XX XXX und 690 XXX XXX) |
| 7, 8         | 6              | Festnetz (frühere fünfstellige Nummern erhielten 1994 die 8 als erste Ziffer und waren dann bis 2004 unter 08 gefolgt von fünf Ziffern erreichbar) |
| 9            | 6              | Sonderdienste |

## Erreichbarkeit aus dem Ausland
Seit dem 17. Dezember 1994 ist Andorra über die Landeskennzahl +376 erreichbar. Der Code wurde von der ITU am 31. Juli 1994 bekannt gegeben.

## Einbindung in das französische und das spanische Telefonnetz
Bis 17. Dezember 1994 bestand die Besonderheit, dass das andorranische Telefonnetz sowohl als Teil des französischen als auch als Teil des spanischen Telefonnetzes betrachtet werden konnte.

### Einbindung in das französische Telefonnetz
Nach Einführung des Selbstwähldienstes für Ferngespräche war Andorra von Frankreich aus unter der Vorwahl 16-078 erreichbar. Als im Oktober 1985 in Frankreich generell achtstellige Rufnummern eingeführt wurden, wurden den damals fünf Ziffern der andorranischen Telefonnummern das Präfix 628 vorangestellt. Bis auf den Präfix waren die Nummern von Andorra damit nicht von französischen Nummern zu unterscheiden. Aus dem Ausland war Andorra über Frankreich unter der Vorwahl +33 628 erreichbar.

### Einbindung in das spanische Telefonnetz
Von Spanien aus gesehen erhielten die fünfstelligen Telefonnummern in Andorra das Präfix 738 und erschienen wie Nummern der Provinz Lleida. Aus dem Ausland war Andorra über Spanien unter der Vorwahl +34 738 erreichbar.